# 高知西南交通

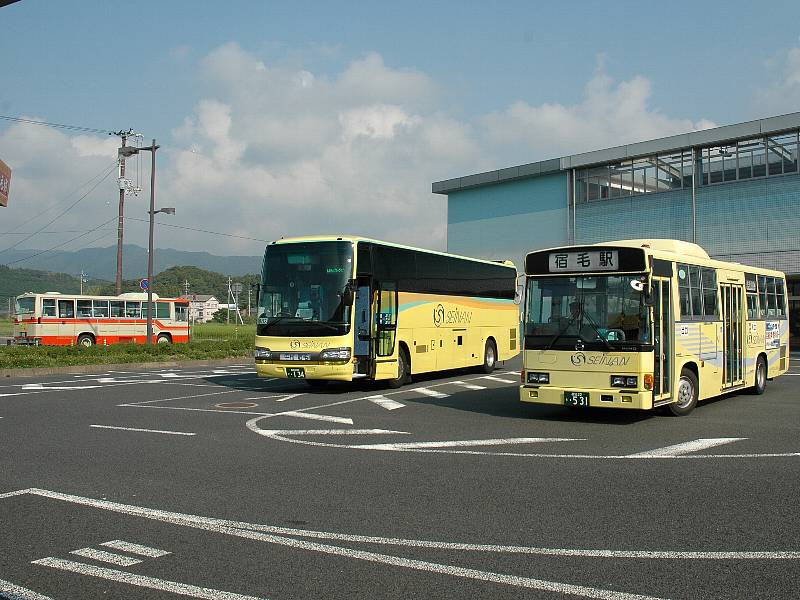
高知西南交通のバス（宿毛駅にて）

高知西南交通株式会社（こうちせいなんこうつう）は、高知県四万十市に本社を置くバス事業者。乗合バス・貸切バス事業を行う。高知県内のほぼ全域に路線を持っていた高知県交通（現・とさでん交通）の地域分社化により、高知県西部を担当する会社として1997年に設立。高知県交通中村営業所のエリアを分社化し、幡多観光自動車とともに設立された。
一般路線バスの運行エリアは、本社のある四万十市を中心に、宿毛市、土佐清水市、大月町、黒潮町へ乗り入れる。

## 運賃・乗車券類
交通系ICカード「ですか」が利用できる。

## 一般路線
各路線の時刻・運賃などが検索可能だったウェブサイト「アクセスこうち」は、2021年（令和3年）3月31日をもってサービスを終了した。

### 中村・清水・足摺・宿毛線
- 足摺岬 - 大浜 - 清水プラザパル前[3] -（清水バスセンター - 清水プラザパル前）- 下ノ加江下浦 - 中村駅
- 足摺岬 → 大浜 → 清水プラザパル前 → (清水バスセンター → 清水プラザパル前) → 下ノ加江下浦 → 中村駅 → 国見駅 → けんみん病院 → 宿毛駅
- 足摺岬 → 大浜 → 清水プラザパル前 → 清水バスセンター → 清水プラザパル前 → 下ノ加江下浦 　→ 中村駅 → 国見駅 → けんみん病院 → 宿毛駅　→ 大月役場前 → 大月小中学校 → ふれあいパーク大月
- 足摺岬 - 大浜 - 清水プラザパル前 - 下ノ加江下浦 - 中村駅 - 国見駅 - けんみん病院 - 宿毛駅 - 大月役場前 - ふれあいパーク大月 - 小才角 - 下川口漁協前 - ( → 下川口市民センター前) - 清水バスセンター - 清水プラザパル前
- 足摺岬センター - 窪津 - 清水プラザパル前
- 足摺岬センター → 窪津 → 市営アパート前 → 清水中学校前 → 清水プラザパル前
- 清水中学校前 → 清水プラザパル前 → (市営アパート前) → 足摺岬センター
- 中村駅 - 国見駅 - けんみん病院 - 宿毛駅
- 中村駅 - 国見駅 - けんみん病院 - 宿毛駅 - 大月役場前 - ふれあいパーク大月 - 小才角 - 下川口漁協前 - ( ← 下川口市民センター前) - 清水バスセンター - 清水プラザパル前
- 宿毛駅 - 大月役場前 - ふれあいパーク大月 - 小才角 - 下川口漁協前 - (下川口市民センター前) - 清水バスセンター - 清水プラザパル前
- 宿毛駅 - 大月役場前 - 大月小中学校 - ふれあいパーク大月
- 宿毛駅 - 片島岸壁
- 片島岸壁 → 宿毛駅 → けんみん病院 → 国見駅 → 中村駅
- ふれあいパーク大月 → 大月小中学校 → 大月役場前 → 宿毛駅 → けんみん病院 → 国見駅 → 中村駅

### 江川崎線
- 中村駅 - 一条通 - 市役所玄関口 - 中村高校前 - 口屋内 - 川登 - JR江川崎駅 - 保健センター

### 下田線
- （中村高校 -）市役所玄関口 - 一条通 - 中村駅 - 竹島 - 下田 - いやしの里
- 市役所玄関口 - 一条通 - 中村駅 - 竹島 - 双海 - いやしの里

### 大月町各地
- ふれあいパーク大月 - 大月病院 - 古満目 - 柏島
- ふれあいパーク大月 → 大月病院 → 宮の谷 → 柏島
- 柏島 → 一切 → 大月病院 → ふれあいパーク大月
- 柏島 → 宮の谷 → 古満目 → 大月病院 → ふれあいパーク大月
- 柏島 → 一切 → 古満目 → 大月病院 → ふれあいパーク大月
- 大月小中学校 → ふれあいパーク大月 → 大月病院 → 一切 → 柏島
- ふれあいパーク大月 - 大月病院 - 西泊 - 赤泊緑ヶ丘
- 大月小中学校 - ふれあいパーク大月 - 大月病院 - 西泊 - 赤泊緑ヶ丘
- 赤泊緑ヶ丘 → 西泊 → 大月病院 → ふれあいパーク大月 → 大月役場前 → 公民館前
- ふれあいパーク大月 - 大月病院 - 古満目 - 安満地 - 蜂ノ巣
- 大月小中学校 - ふれあいパーク大月 - 大月病院 - ( → 古満目) - 安満地 - 蜂ノ巣
- 大月小中学校 - ふれあいパーク大月 - 大月病院 - 成ヶ丘団地 - 春遠新田
- 大月病院 → 成ヶ丘団地 → 春遠新田
- 大月小中学校 - ふれあいパーク大月 - 大月病院 - 成ヶ丘団地 - 大浦 - 小才角
- 大月病院 → 成ヶ丘団地 → 大浦 → 小才角
- 小才角 → 大浦 → 成ヶ丘団地 → 大月病院 → ふれあいパーク大月 → 大月役場前 → 公民館前
- 大月病院 - ふれあいパーク大月 - 大月小中学校 - 大月役場前 - 公民館前 - 泊浦 - 橘浦漁港前
- 大月病院 - ふれあいパーク大月 - 大月役場前 - 泊浦 - 橘浦漁港前
- 安満地 → 高望 → 橘浦 → 泊浦 → 大月役場前 → ふれあいパーク大月 → 大月病院
- 大月病院 - ふれあいパーク大月 - 大月小中学校 - 大月役場前 - 公民館前 - 竜ヶ迫白崎
- 竜ヶ迫白崎 → 公民館前 → 大月役場前 → ふれあいパーク大月 → 大月病院

### 黒潮町各地
- 中村駅 - 一条通 - 田ノ浦分岐 - 田ノ口橋 - 入野本村 - 入野駅 - 鞭 - 上川口駅通 - 上川口 - 灘 - 佐賀駅
- 一条通 - 中村駅 - 田ノ浦分岐 - 田ノ口橋 - 入野本村 - 入野駅 - 鞭 - 上川口駅通 - 仲分川 - 伴太郎
- 中村駅 - 一条通 - 田ノ浦分岐 - 田ノ浦 - 入野本村 - 入野駅
- 馬荷 - （橘川） - 田ノ口橋 - （緑野団地集会所） - 入野本村 - （大方中央保育所）/（宅老所） - 入野駅
- 入野駅 - 鞭 - 湊川
- 入野駅 - 鞭 - 上川口 - 灘 - 米原

## 周遊観光バス

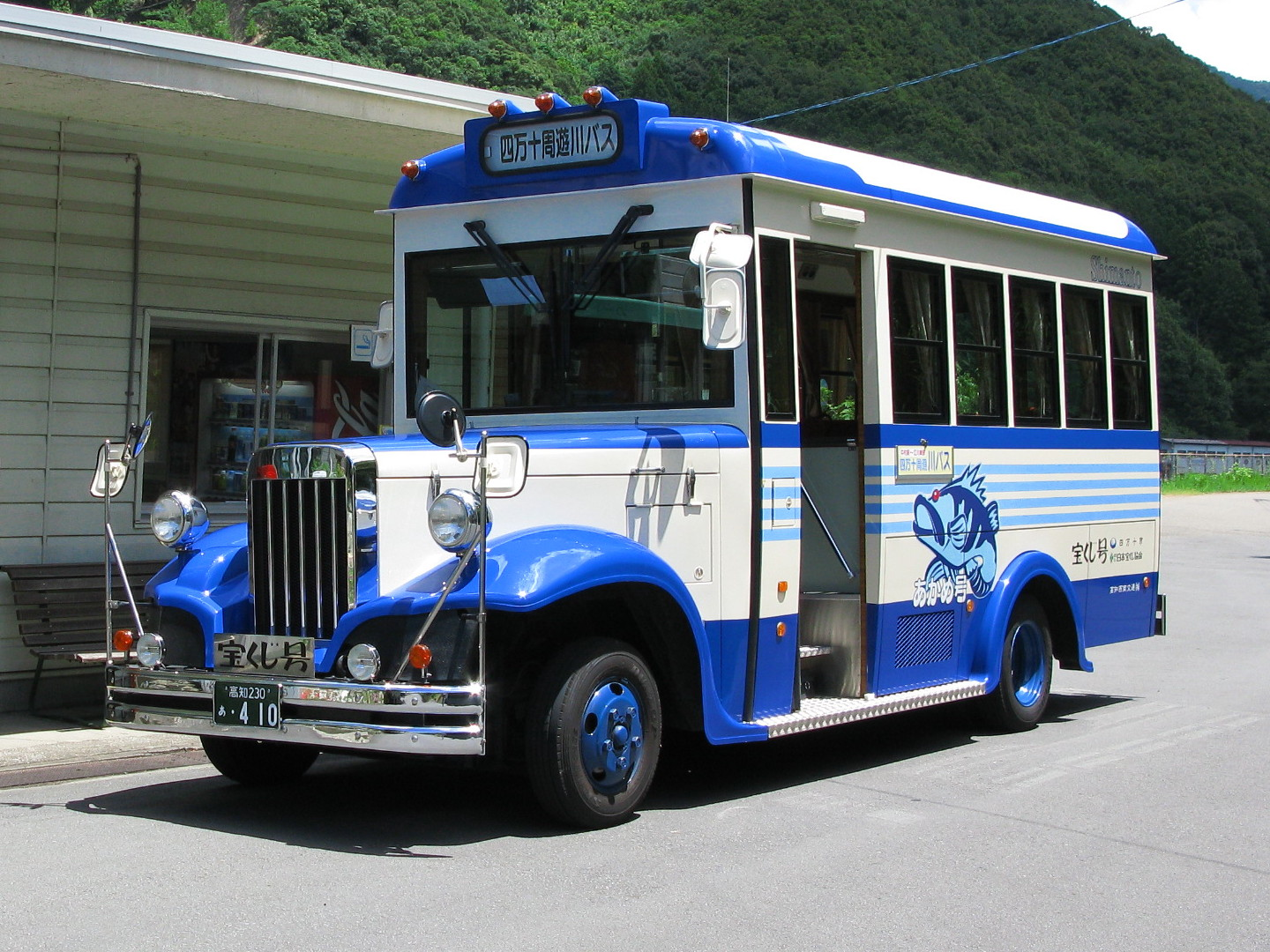
観光シーズンに運行されるボンネットバス
「四万十周遊川バス」充当時

以下の周遊観光バスを運行している。2021年の運行実績は以下のとおり。
- しまんと・あしずり号：沿線の観光施設の割引入場券をセットにした周遊観光バス。
- 四万十川バス：列車とバスをつなぐ周遊観光バス。しまんと・あしずり号と乗換可能。
- しまんとトロリーバス：中村駅を起終点に、四万十市市街地と佐田沈下橋を結ぶ市内循環バス。名称は「トロリーバス」だが車両はトロリーバスではなく、ボンネットバスを使用する。
- しまんとリバーツアーバス：沿線施設の宿泊客専用の無料ツアーバス。
- あしずり温泉郷無料ツアーバス：沿線施設の宿泊客専用の無料ツアーバス。

## 高速バス
高知県内から高知自動車道 - 徳島自動車道を経由して鳴門大橋、明石海峡大橋を渡り、大阪・京都・東京の三都へと結ぶ高速バス路線を運行している。

### しまんとブルーライナー（夜行便）

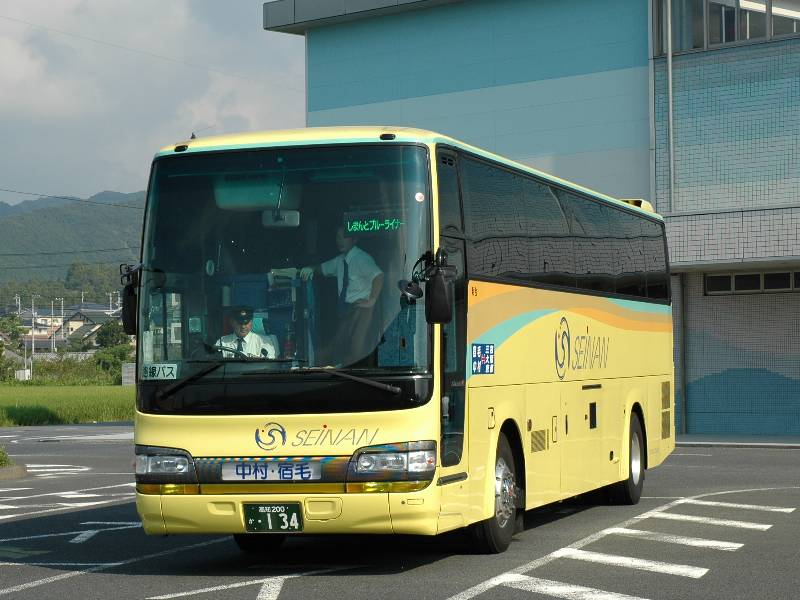
しまんとブルーライナー号
日野・セレガR
高知西南交通の車両

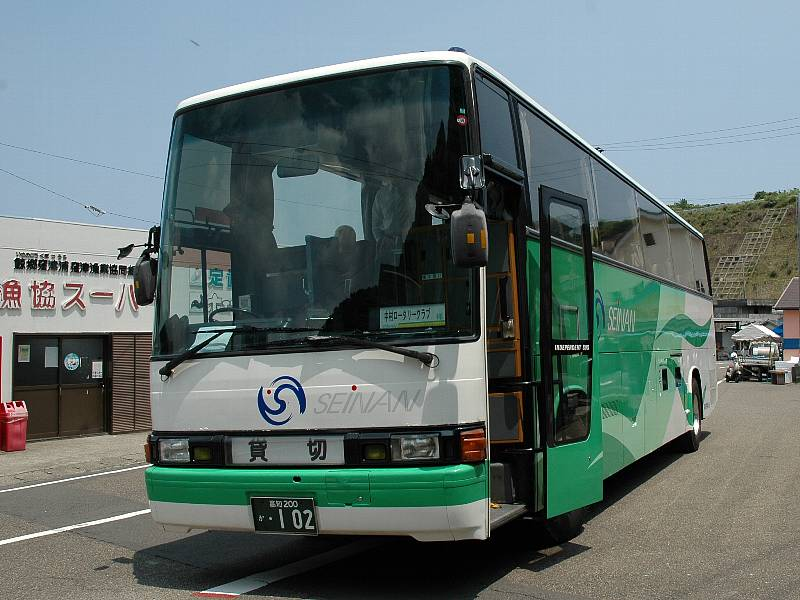
高知西南交通の予備車
日野・ブルーリボングランデッカ
近鉄バスからの譲受車。近鉄バスの塗色をほぼ変更せず使用

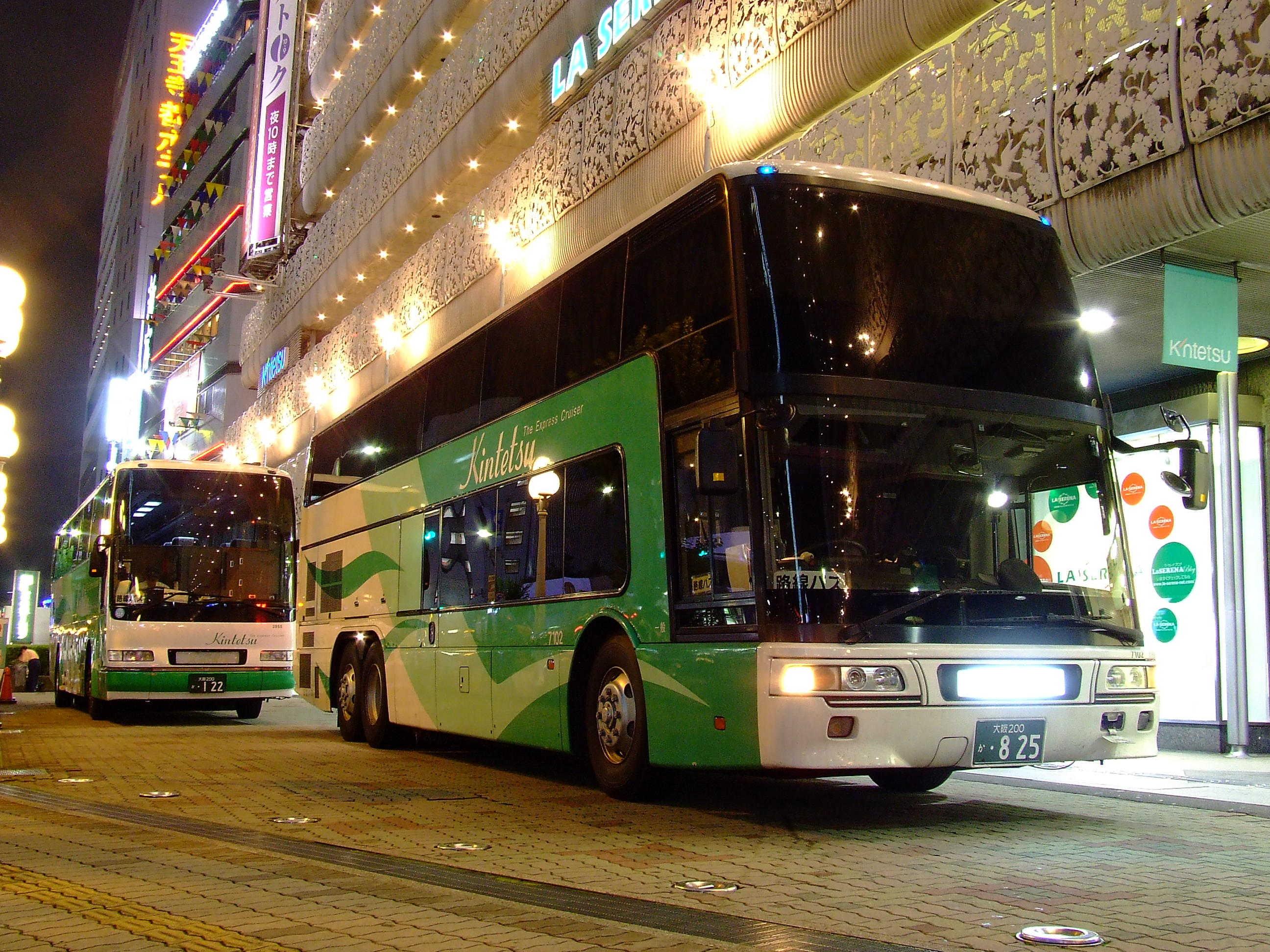
しまんとブルーライナー号
三菱ふそう・エアロキング近鉄バスの車両（夜行便）

2003年10月31日から運行を開始した 宿毛駅～三宮バスターミナル(神戸)・大阪駅前・京都駅を結ぶ「夜行便」の高速バス路線。近鉄バスと共同運行を行なっている。2011年2月1日昼行便を廃止。
車両は、高知西南交通は昼行便・夜行便ともに日野・セレガスーパーハイデッカー、近鉄バスは昼行便は日野・セレガスーパーハイデッカー、夜行便は三菱ふそう・エアロキングの独立3列シート車を使用している。
運行当初は、高知西南交通は近鉄バスから経年除籍された車両を購入し使用した。また、予備車として高知県交通より引き継いだ前方3列、後方4列シートの車両を使用した。その後、2004年と2009年度に新車を導入し現在に至る。元高知県交通の車両は廃車され、元近鉄の車両は予備車として在籍したが2009年に廃車された。検査時は4列シート車が代走している。
停留所
- 京都線（夜行便）： 宿毛駅 - 三原分岐 - 中村駅 - 高知西南交通本社 - 入野役場前 - 佐賀 - 窪川駅前 - 中土佐インター口 - 須崎西崎町 - 三宮バスターミナル (神戸) - 梅田 - なんば湊町バスターミナル - あべの橋 (天王寺駅) - 京都駅八条口

路線沿革
- 2003年10月31日 - 京都・大阪 - 宿毛にて運行開始。近鉄バスはワンマン運行、高知西南交通はツーマン運行。
- 2004年7月16日 - 一部区間の運賃を値下げ。
- 2007年8月10日 - ダイヤ改正。三宮バスターミナル停車開始、以東の到着時刻を変更。
- 2007年12月1日 - ダイヤ改正。ワンマン運行・仮眠休憩撤廃で約1時間10分短縮。
- 2008年7月10日 - ダイヤ改正。宿毛行の近鉄なんば駅〜三宮、京都行の近鉄なんば駅以東の時刻を変更。
- 2009年9月 - 近鉄バスの使用車両がエアロキングに変更。
- 2009年12月18日 - 大阪駅発着の昼行便（大阪線）を運行開始。昼行便に限り高速舞子停車、あべの橋通過。夜行便は変更なし。
- 2010年10月2日 - 昼行便（大阪線）のダイヤ・運賃改正。発時刻を4時間繰り下げ、昼行便に限り夜行便運賃より1000円割引（須崎西崎町発着を除く）。
- 2011年2月1日 - 昼行便（大阪線）を廃止。
- 2013年 - 久礼・名神茨木・名神高槻・名神大山崎の各停留所を廃止し、中土佐インター口停留所を新設。

### しまんとエクスプレス（季節運行路線）

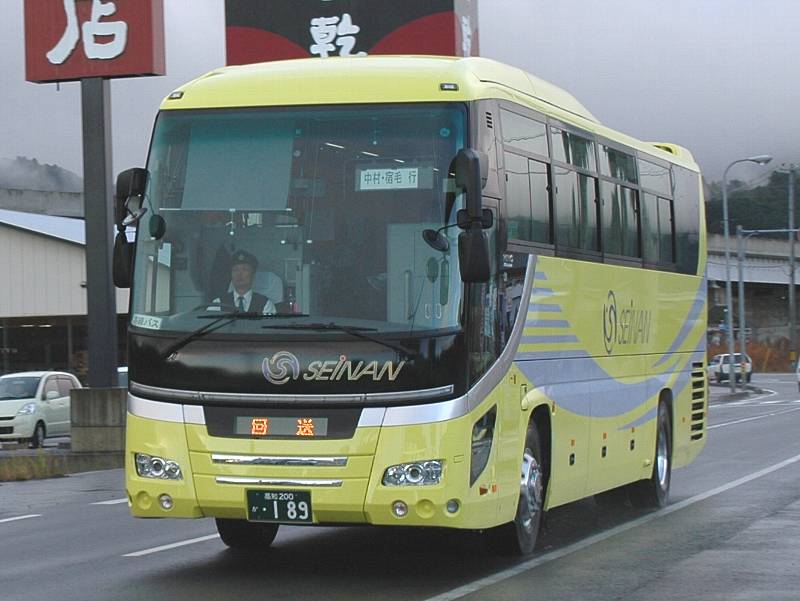
しまんとエクスプレス
日野・セレガ
高知西南交通の車両

東京都新宿区と高知県宿毛市の間を結ぶ夜行高速バス路線。繁忙期限定の季節運行路線である。小田急ハイウェイバスとの共同運行。2007年7月31日運行開始。
4列シートのトイレ付き車両が充当される（続行便は貸切車）。
停留所
宿毛駅 - 三原分岐 - 中村駅 - 高知西南交通本社 - 入野役場前 - 佐賀 - 窪川駅前 - 中土佐インター口 - 須崎西崎町 - 新宿駅西口・新宿南口（バスタ新宿） ← ハイアットリージェンシー東京
路線沿革
- 2007年7月31日 - 小田急シティバスとの共同運行により運行開始（同年9月2日まで）。当初はトイレなし車両による運行であった。
- 2007年12月21日 - 2007年度年末年始期間の運行を開始（2008年1月7日まで）。今期よりトイレ付き車両による運行となる。
- 2008年4月28日 - 2008年ゴールデンウィーク期間の運行開始（同年5月7日まで）。
- 2008年8月6日 - 2008年お盆期間の運行開始（同年8月17日まで）。
- 2008年12月26日 - 2008年度年末年始期間の運行を開始（2009年1月6日まで）。
- 2009年8月6日 - 2009年お盆期間の運行開始（同年8月17日まで）。
- 2022年1月1日 - 会社統合により、東京側の運行事業者が小田急シティバスから小田急ハイウェイバスへ変更（いずれも世田谷営業所が担当）。

運行日
- 2008年度の運行期間
  - 4月28日 - 5月7日、8月6日 - 8月17日、12月26日 - 2009年1月6日
- 2011年度の運行期間
  - 4月28日 - 5月7日、8月8日 - 8月17日、12月27日 - 2012年1月7日

## 廃止路線

### 高速バス

#### しまんとライナー さんご号
宿毛駅と高知市を結ぶ昼行高速バス路線であった。2021年6月15日をもって路線廃止。
主な停留所
- 宿毛駅 - ふれあいパーク大月 - 清水プラザパル前 - 中村駅 - 高知西南交通本社 - 入野役場前 - 佐賀 - 中土佐インター口 - 旭町三丁目 - 県庁前 - 堺町 - 高知駅 - 一宮バスターミナル

運行会社ホームページには途中休憩を中村駅で行うとあったが、実際には乗務員交代のための時間を兼ねて西南交通本社にて休憩を設定する場合があった。

#### しまんとブルーライナー（昼行便）
- 大阪線（昼行便）：宿毛駅 - 三原分岐 - 中村駅 - 高知西南交通本社 - 入野役場前 - 土佐佐賀駅 - 窪川駅前 - 久礼 - 須崎西崎町 - (高速舞子 - 三宮バスターミナル (神戸) - 湊町バスターミナル (なんば) - 大阪駅前

大阪駅発着の昼行便。2009年12月18日運行開始、2011年1月31日をもって昼行便のみ廃止。詳細はしまんとブルーライナーを参照。

#### 空港連絡バス
- 中村駅 - 高知空港

一時期、中村駅と高知空港を結ぶ空港連絡バスを運行していた。幡多観光自動車より引き継いだ車両を空港連絡バス専用カラーに塗色変更して使用していたが、路線廃止後にイエロー基調の新会社カラーに再度変更された。

## 車両
設立当初は高知県交通から車両を引き継ぎ、日産ディーゼル製の車両も在籍していたが、車両代替などにより現在は全車両が日野自動車製となっている。
会社設立後の車両
車両のデザインはイエロー基調にライトグレーの波模様、頭文字「S」「N」とハンドルを図案化したCIロゴマークが入ったものを採用している。高速バス運行開始にあたり、近鉄バスと高知県交通より車両の譲受を受けた。のちに新車導入にあたり、高知県交通より譲受した車両はほぼ除籍された。そのほかに自治体所有の車両も数台管理している。
高知県交通から引き継いだ車両
- 路線車は中型車と小型車が在籍し、車体のデザインは高知県交通時代のままである。一部車両は行先表示器にデジタル化改造が施された。
- 貸切車は、大型と中型が引き継がれ、一部はイエロー基調の新会社カラーへ変更された。高知県交通と同色の車両は経年廃車などにより現存しない。

幡多観光自動車から引き継いだ車両
- 路線車は小型車1ドアで、車体デザインは社名部分を変更した以外は旧会社時代のままである。
- 貸切車は多数存在し、車体デザインは社名部分を変更した以外は旧会社時代のままである。

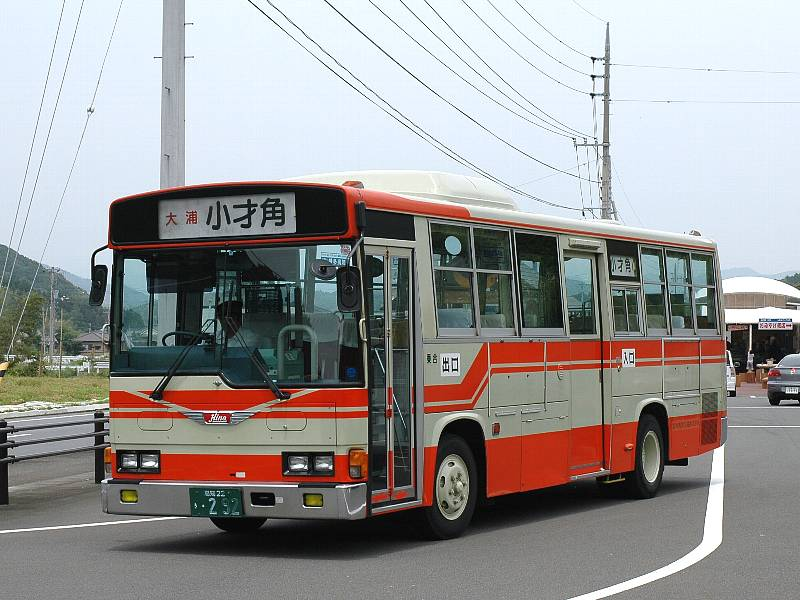
高知県交通からの譲受車
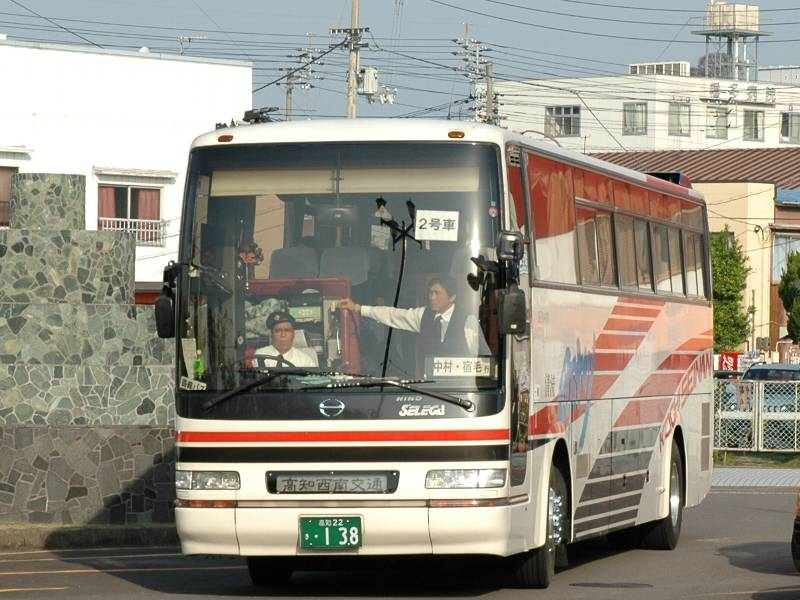
幡多観光自動車からの譲受車
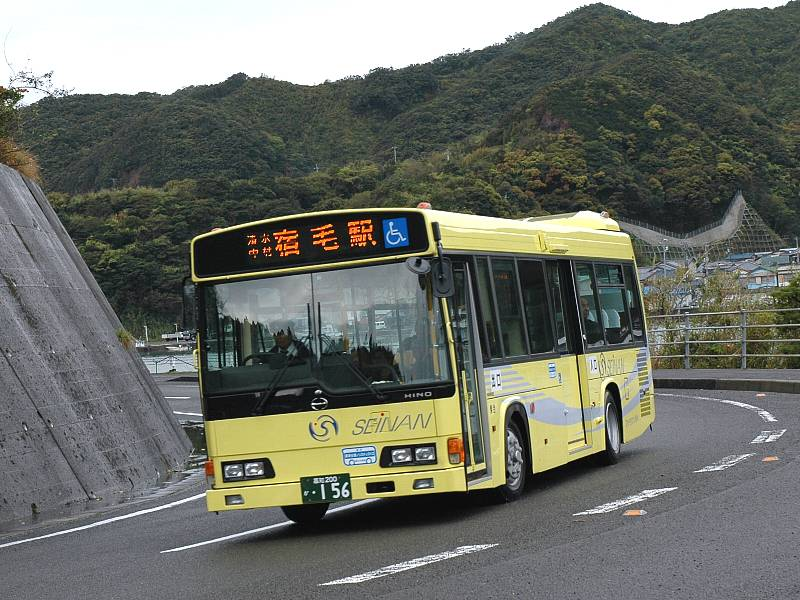
会社設立後に導入したノンステップバス

## 高知西南交通が登場する作品
- 『ローカル路線バス乗り継ぎの旅』- 2011年12月3日放送の第10弾「四国ぐるり一周 徳島～高知～愛媛～香川 ローカル路線バス乗り継ぎ人情ふれあい旅」に高知西南交通が登場し、蛭子能収・太川陽介・遠藤久美子の3名が出演して同社のバスに乗車した[5]。この番組に登場した高知西南交通の日野・リエッセと宇和島自動車の三菱ふそう・エアロバスが、トミーテック「バスコレクション」から「ローカル路線バス乗り継ぎの旅2〈四国ぐるり一周編〉」2台セットとして発売された[6]。